# 粘性解
数学の分野における粘性解（ねんせいかい、英: viscosity solution）とは、1980年代初頭にピエール＝ルイ・リオンとマイケル・クランドールによって、古典的な偏微分方程式（PDE）の「解」の概念の一般化として導入されたものである。粘性解は、偏微分方程式の応用の場面において用いられる、自然な解の概念であることが知られている。例えば、一階の方程式として最適制御におけるハミルトン-ヤコビ方程式や、微分ゲームにおけるアイザック方程式、あるいは前方発展問題における方程式や、二階の方程式として確率最適制御や確率微分ゲームに現れるものなどに対して、粘性解は用いられる。
古典的な概念では、領域 {\displaystyle x\in \Omega } について偏微分方程式
{\displaystyle H(x,u,Du,D^{2}u)=0}
が解を持つとは、{\displaystyle x}、{\displaystyle u}、{\displaystyle Du} および {\displaystyle D^{2}u} が全ての点においてその方程式を満たすような、全領域で連続かつ微分可能な函数 u(x) が存在することを言う。
あるスカラー方程式が退化楕円型（次節で定義する）であるとき、粘性解と呼ばれるある種の弱解を定義することが出来る。粘性解の概念の下では、u は必ずしも至る所で微分可能でなくても良い。{\displaystyle Du} あるいは {\displaystyle D^{2}u} のいずれかは存在しないが u がある適切な意味において上の方程式を満たすような点が存在し得るのである。その定義はある種の特異性のみを許すものであるため、広い方程式のクラスに対して、一様極限の下での解の存在、一意性および安定性が保証されている。

## 定義
粘性解の定義を表す方法には、いくつかの同値なものが存在する。例えばフレミングとソナーの本や、Users Guide における semi-jets を使った定義 の II.4 節や、を参照されたい。
ある領域 {\displaystyle \Omega } における方程式 {\displaystyle H(x,u,Du,D^{2}u)=0} が退化楕円型（degenerate elliptic）であるとは、{\displaystyle Y-X} が正定値行列であるような二つの任意の対称行列 {\displaystyle X} と {\displaystyle Y}、および任意の {\displaystyle x\in \Omega }、{\displaystyle u} と {\displaystyle p\in \mathbb {R} ^{n}} に対して、不等式 {\displaystyle H(x,u,p,X)\geq H(x,u,p,Y)} が成立することを言う。例えば、{\displaystyle -\Delta u=0} は退化楕円型である。また任意の一階の方程式は、退化楕円型である。
{\displaystyle \Omega } における上半連続な函数 {\displaystyle u} が、ある退化楕円型方程式の「粘性の意味」での劣解（subsolution）であるとは、任意の点 {\displaystyle x_{0}\in \Omega } と、任意の {\displaystyle C^{2}} 函数 {\displaystyle \phi } で {\displaystyle \phi (x_{0})=u(x_{0})} および {\displaystyle x_{0}} の近傍で {\displaystyle \phi \geq u} を満たすようなものに対して、{\displaystyle H(x_{0},\phi (x_{0}),D\phi (x_{0}),D^{2}\phi (x_{0}))\leq 0} が成立することを言う。
{\displaystyle \Omega } における下半連続な函数 {\displaystyle u} が、ある退化楕円型方程式の「粘性の意味」での優解（supersolution）であるとは、任意の点 {\displaystyle x_{0}\in \Omega } と、任意の {\displaystyle C^{2}} 函数 {\displaystyle \phi } で {\displaystyle \phi (x_{0})=u(x_{0})} および {\displaystyle x_{0}} の近傍で {\displaystyle \phi \leq u} を満たすようなものに対して、{\displaystyle H(x_{0},\phi (x_{0}),D\phi (x_{0}),D^{2}\phi (x_{0}))\geq 0} が成立することを言う。
連続函数 u は、粘性の意味で優解かつ劣解であるとき、その偏微分方程式の粘性解と言われる。

## 基本性質
粘性解の三つの基本性質は、「存在」、「一意性」および「安定性」である。
- 解の「一意性」が成立するためには、方程式に他の構造的な仮定が課される必要がある。しかし、退化楕円型方程式のとても広いクラスに対して、一意性は示される[3]。それは「比較原理」の直接的な帰結である。比較原理が成立する簡単な例として、次が挙げられる：

1. {\displaystyle u+H(x,\nabla u)=0} かつ H は x について一様連続。
2. （一様楕円型の場合）{\displaystyle H(D^{2}u,Du,u)=0} が成立し、したがって {\displaystyle H} はすべての変数に関してリプシッツ。また、すべての {\displaystyle r\leq s} および {\displaystyle X\geq Y} に対して、{\displaystyle H(Y,p,s)\geq H(X,p,r)+\lambda ||X-Y||} が成り立つようなある {\displaystyle \lambda >0} が存在する。

- 解の「存在」は、比較原理が成り立ち、かつ境界条件がある方法で強いられる（ディリクレ境界条件の場合には障壁函数を通して）すべての場合において、保証される。一階の方程式に対しては、粘性消滅法[4]によって解の存在は示され、その他ほとんどの方程式に対しては、ペロンの方法によって示される[5][6]。
- {\displaystyle L^{\infty }} における解の「安定性」は次のように従う：解（あるいは劣解または優解）の列の局所一様極限は、解（あるいは劣解または優解）である。

## 歴史
「粘性解」の語が初めて用いられたのは、1983年のマイケル・クランドールとピエール＝ルイ・リオンによるハミルトン＝ヤコビ方程式に関する研究においてである。その名は、解の存在を証明する際に、粘性消滅法を用いることに由来する。解の定義は実際にはより早く、1980年にローレンス・エヴァンスによって与えられた。その後、ハミルトン＝ヤコビ方程式に対する粘性解の定義と性質は、クランドール、エヴァンスおよびリオンの1984年の共同研究によって精錬された。
二階の楕円型方程式に粘性解が一意に存在するかどうかは、非常に特別な場合を除いて、よく知られていなかったため、数年の間、粘性解の研究は一階の方程式に集中して行われた。そのブレイクスルーとなる結果は、1988 年にロバート・ジェンセンによって、ほとんど至る所で二階導関数が存在するような解の正則化近似を用いて比較原理を証明するために導出された方法によるものである（近年の証明では、sup-埋め込みとアレクサンドロフの定理が用いられる）。
その後、粘性解の概念は、退化楕円型PDEの解析においてますます主流なものとなっていった。粘性解の安定性の性質に基づき、バーレルとソウガニディスは、有限差分スキームのとても簡単かつ一般的な証明を得た。粘性解のさらなる正則性については、特にルイス・カフェレリの一様楕円型の場合の研究において、調べられた。粘性解は楕円型方程式の研究における中心的な概念となった。そのことは、近年の Users guide  に800以上の引用文献が存在し、それが MathScinet による2003年から2008年の6年間にわたって最も多く引用された数学の論文となっている事実からも確かめられる。
近年の手法では、解の存在を示す上ではペロンの方法が最もよく用いられている。人口粘性の和は古典解の存在を保証しないために、一般的に二階の方程式に対しては、粘性消滅法は現実的ではない。さらに、「粘性解」の定義自体には、どのような種類の「粘性」も現れないため、「粘性解」という名前はその解の概念を表現する上で適切なものではないのではないかと、示唆されている。しかし、その名は歴史的背景から依然として用いられている。その他に示唆された名前には、発見者に敬意を表した「クランドール＝リオン解」や、安定性の性質に由来して「{\displaystyle L^{\infty }}-弱解」、またはその最も特徴的な性質から「比較解（comparison solution）」などがあった。